# Baa, Baa, Black Sheep
Baa, Baa, Black Sheep est une chanson enfantine en anglais, dont la plus ancienne version date de 1731. Elle est chantée sur une variante de la mélodie française d'Ah ! vous dirai-je, maman, qui date de 1761.

## Version originale
« Bah, Bah a black Sheep,
Have you any Wool ?
Yes merry have I,
Three Bags full,
One for my master,
One for my Dame,
One for the little Boy
That lives down the lane. »

## Version moderne

Partition de Baa, Baa, Black Sheep.

« Baa, baa, black sheep,
Have you any wool ?
Yes, sir, yes, sir,
Three bags full ;
One for the master,
And one for the dame,
And one for the little boy
Who lives down the lane. »

## Traduction en français
« Bêê, bêê mouton noir,
Avez-vous de la laine?
Oui, monsieur, oui, monsieur,
Trois sacs pleins;
Un pour le maître,
Et un pour la dame,
Et un pour le petit garçon
Qui vit dans la ruelle. »